# Maria Lindström (tennisspelare)
Maria Lindström, född 7 mars 1963, är en svensk före detta professionell tennisspelare. Hon vann två WTA-titlar i dubbel liksom ytterligare tio ITF turneringar i dubbel under karriären. 15 februari 1988, nådde Lindström plats 87 på singelrankingen och 23 oktober 1995 rankade hon 44 i dubbel.
Lindström deltog 22 gånger i svenska Fed Cup-laget och representerade Sverige i OS 1992 i damernas dubbel med Catarina Lindqvist.
Hon vann 5 SM-guld, varav två i singel.
Hon kom relativt sent in på proffstouren och påverkades tidigt av återkommande frågor om vad hon skulle göra efter karriären. Det fick henne att sluta proffslivet i början av 2000-talet. Hon arbetade senare på tennisförbundet, både lokalt och nationellt, och som tennistränare. Hon släppte 2007 en bok, Fryst kyckling lever, om metaforer.

## WTA Tour-finaler

### Dubbel 4 (2-2)
| Placering  | Nr | Datum           | Turnering              | Underlag   | Partner          | Motståndare                               | Resultat      |
| Andraplats | 1. | 22 maj 1988     | European Open, Schweiz | Grus       | Claudia Porwik   | Christiane Jolissaint Dianne Van Rensburg | 1–6, 3–6      |
| Vinnare    | 2. | 19 april 1989   | Taipei, Taiwan         | Hard       | Heather Ludloff  | Cecilia Dahlman Nana Miyagi               | 4–6, 7–5, 6–3 |
| Vinnare    | 3. | 24 oktober 1994 | Essen, Tyskland        | Carpet (i) | Maria Strandlund | Eugenia Maniokova Leila Meskhi            | 6–2, 6–1      |
| Andraplats | 4. | 14 maj 1995     | Prague, Tjeckien       | Clay       | Maria Strandlund | Chanda Rubin Linda Wild                   | 7–6, 3–6, 2–6 |

## ITF-finaler

### Singel-finaler: (1-1)
| $100,000-turneringar |
| $75,000-turneringar  |
| $50,000-turneringar  |
| $25,000-turneringar  |
| $10,000-turneringar  |

| Placering  | Nr. | Datum        | Turnering          | Underlag | Motståndare i finalen | Resultat i finalen |
| Andraplats | 1.  | 11 mars 1985 | Stockholm, Sverige | Grus     | Christina Singer      | 4-6, 5-7           |
| Vinnare    | 2.  | 15 juli 1985 | Båstad, Sverige    | Grus     | Olga Votávová         | 4-6 6-3 7-5        |

### Dubbelfinaler: (10-3)
| Placering  | Nr  | Datum             | Turnering                  | Underlag | Partner             | Motståndare i finalen                      | Resultat      |
| Andraplats | 1.  | 11 juli 1983      | Båstad, Sverige            | Grus     | Catarina Lindqvist  | Gabriela Dinu Patrizia Murgo               | 2-6, 6-4, 4-6 |
| Andraplats | 2.  | 22 augusti 1983   | Herne, Tyskland            | Grus     | Tine Scheuer-Larsen | Berit Björk Karin Schultz                  | 4-6, 3-6      |
| Vinnare    | 3.  | 17 oktober 1983   | Ashkelon, Israel           | Hard     | Tine Scheuer-Larsen | Rafeket Benjamini Orly Bialostocky         | 6-0 6-3       |
| Vinnare    | 4.  | 11 mars 1985      | Stockholm, Sverige         | Clay     | Elisabeth Ekblom    | Jo Louis Jane Wood                         | 7-5 6-3       |
| Andraplats | 5.  | 10 juni 1985      | Birmingham, Storbritannien | Clay     | Jenni Goodling      | Ann Etheredge Sonya Hahn                   | 2-6, 4-6      |
| Vinnare    | 6.  | 15 juli 1985      | Båstad, Sverige            | Grus     | Elisabeth Ekblom    | Karolina Karlsson Anna-Karin Olsson        | 6-4 6-4       |
| Vinnare    | 7.  | 7 juli 1986       | Båstad, Sverige            | Grus     | Catarina Lindqvist  | Christina Singer Ellen Walliser            | 6-3 6-2       |
| Vinnare    | 8.  | 10 september 1990 | Eastbourne, Storbritannien | Hard     | Heather Ludloff     | Els Callens Tanja Hauschildt               | 7-6(8-6), 6-1 |
| Vinnare    | 9.  | 12 november 1990  | Swindon, Storbritannien    | Carpet   | Heather Ludloff     | Anne Aallonen Eugenia Maniokova            | 4-6 6-4 7-6   |
| Vinnare    | 10. | 24 juni 1991      | Ronneby, Sverige           | Grus     | Jessica Emmons      | Jonna Jonerup Simone Schilder              | 3-6 6-2 6-4   |
| Vinnare    | 11. | 14 september 1992 | Karlovy Vary, Tjeckien     | Grus     | Maria Strandlund    | Kateřina Kroupová-Šišková Jana Pospíšilová | 6-1 6-2       |
| Vinnare    | 12. | 3 april 1994      | Moulins, Frankrike         | Grus     | Maria Strandlund    | Katja Oeljeklaus Angelique Olivier         | 3-6, 7-6, 6-0 |
| Vinnare    | 13. | 10 juli 1994      | Erlangen, Tyskland         | Grus     | Maria Strandlund    | Janette Husárová Tina Križan               | 6–2, 6–2      |